# Walter Schmitthenner
Walter Schmitthenner (* 11. Juli 1916 in Mannheim; † 8. September 1997 in Freiburg im Breisgau) war ein deutscher Althistoriker.
Der Sohn eines Pfarrers und Gymnasialprofessors machte 1936 in Heidelberg das Abitur. Auf eine kurze Studienzeit an der Hochschule für Lehrerbildung in Karlsruhe folgten zweieinhalb Jahre Arbeits- und Wehrdienst. Dem Wehrdienst schloss sich die Einberufung zur Wehrmacht an, in der er zuletzt als Oberleutnant der Reserve diente. Während der Kriegszeit studierte er zwei Semester an den Universitäten Berlin und Heidelberg. 1946 konnte er sein Studium der Geschichte und der Klassischen Philologie in Heidelberg bei Hans Schaefer wiederaufnehmen.
1949 promovierte er über das Thema Oktavian und das Testament Caesars. Die Grundlage für seine Promotion bildete das Augustusbild im Dritten Reich und die Rezeption des Werkes The Roman Revolution von Ronald Syme. Sein Forschungsergebnis, dass Caesar dem Großneffen Augustus die politische Nachfolge keineswegs in manifester Form erleichtern wollte, sowie die Darstellung des Augustus als ein schon in sehr jungen Jahren äußerst geschickter und zielstrebiger Politiker wurden auch von der modernen Forschung nicht in Frage gestellt.
Nach Referendariat und einem Studienaufenthalt an der Universität Oxford 1951/52 u. a. bei Ronald Syme war Schmitthenner seit 1952 Assistent in Heidelberg. Dort habilitierte er sich 1959 über Augustus’ frühe auswärtige Unternehmungen. Studien zur Begründung des Principats. Hierbei fasste er den Prinzipat des Augustus als die jeweilige Antwort auf konkrete Konstellationen und Aufgaben im Bereich der Innenpolitik auf und nicht mehr als das Ergebnis einer alleinigen Gestaltung von Staat und Gesellschaft nach der Konzeption des allmächtigen Herrschers. Mit einer Arbeit über The Armies of the Triumviral Period hatte er ein Jahr zuvor, gefördert von Ronald Syme, auch den Doktorgrad in Oxford erlangt.
1961 erhielt Schmitthenner einen Ruf an die Universität des Saarlandes, wo er bereits im Wintersemester 1960/61 Lehrstuhlvertreter gewesen war. 1967 wurde er an die Universität Freiburg berufen. Seit 1979 war er althistorischer Mitherausgeber des Gnomon als Nachfolger von Hermann Strasburger. 1984 wurde Schmitthenner emeritiert.
Sein Forschungsschwerpunkt war das Zeitalter des Augustus. Außerdem edierte er einen von der Stadt Mannheim geförderten Briefband des Holocaust-Opfers Maria Krehbiel-Darmstädter, seiner Patentante. Mit Hans Buchheim gab er gemeinsam einen Aufsatzband über den Widerstand gegen den Nationalsozialismus heraus.

## Schriften (Auswahl)
Monographien
- Oktavian und das Testament Cäsars. Eine Untersuchung zu den politischen Anfängen des Augustus. Beck, München 1952; 2. durchgesehene und erweiterte Aufl. Beck, München 1973, ISBN 3-406-03244-3.

Herausgeberschaften
- Augustus (= Wege der Forschung. Band 128). Wissenschaftliche Buchgesellschaft, Darmstadt 1969, 2. Auflage 1985, ISBN 3-534-03844-4.
- mit Ursula Weidemann: Hans Schaefer: Probleme der alten Geschichte. Gesammelte Abhandlungen und Vorträge. Vandenhoeck & Ruprecht, Göttingen 1963.
- Jacques Moreau: Scripta minora. Carl Winter, Heidelberg 1964.
- Maria Krehbiel-Darmstädter: Briefe aus Gurs und Limonest 1940 bis 1943. Lambert Schneider, Heidelberg 1970.
- mit Hans Buchheim: Der deutsche Widerstand gegen Hitler. Kiepenheuer & Witsch, Köln 1966.

Aufsätze
- Augustus’ spanischer Feldzug und der Kampf um den Prinzipat. In: Historia. Zeitschrift für Alte Geschichte. Band 11, 1962, S. 29–85.
- Kennt die hellenistisch-römische Antike eine „Judenfrage“? In: Bernd Martin, Ernst Schulin (Hrsg.): Die Juden als Minderheit in der Geschichte. dtv Geschichte, München 1981, ISBN 3-423-01745-7, S. 9–29.